# 约翰内斯·加布里埃尔·格拉诺

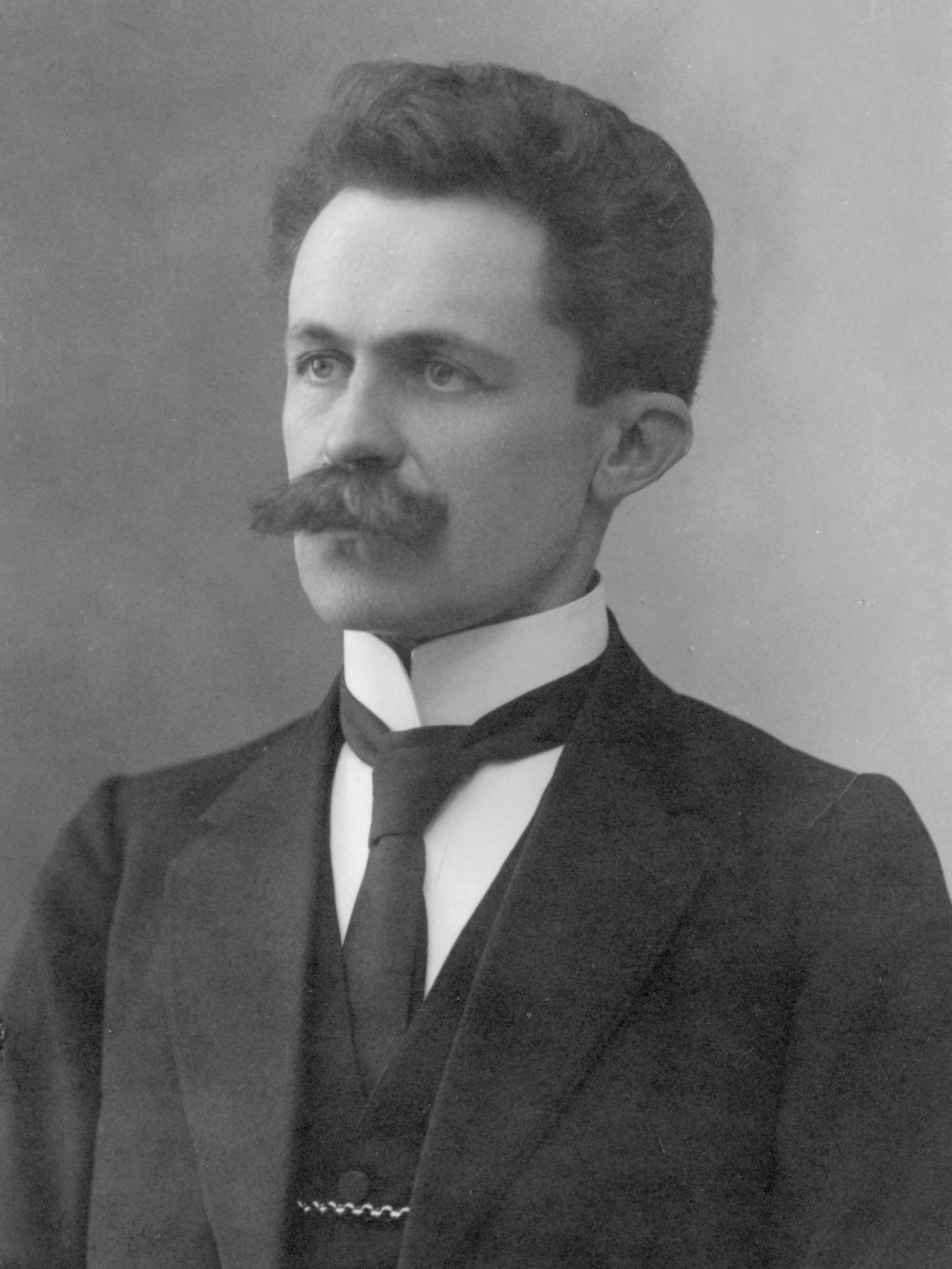
约1920年代时的格拉诺

约翰内斯·加布里埃尔·格拉诺（芬蘭語：Johannes Gabriel Granö；1882年3月14日—1956年2月23日），芬兰地理学家。他开创了景观地理学及地理学的方法论。格拉诺在1932至1934年间担任图尔库大学的校长，在1945至1955年间担任该校的董事长。另外，他还对塔尔图大学和图尔库大学的地理系的建立起了重要的作用。
格拉诺曾多次前往蒙古和阿尔泰山脉进行过科学考察。他首次科学考察是陪同他父亲约翰内斯·格拉诺一起出发的，他父亲当时在西伯利亚地区被流放的芬兰人中担任牧师。之后他曾在1906至1916年间多次外出科考，并在其基础上进行广泛的地貌学研究，例如他推断阿尔泰山脉曾经被大陆冰川覆盖过。他发表的旅行日志《阿尔泰》（1919-1921）在1993年重版发行，并在2000年代翻译成俄语。格拉诺在这些旅行中拍的照片在2000年代重新引起关注。
格拉诺曾在塔尔图大学、图尔库大学及赫尔辛基大学担任过地理教授。他对爱沙尼亚大学地理系的创办及发展起了重要作用。在图尔库他也参与大学的行政管理，因为当时大学的董事长曾在1920至1930年代时计划关闭该大学。在其知名的阿尔泰研究之后格拉诺开始专注景观地理学和地理学的方法论，并在他的主要著作《纯粹地理》（1929）得到了阐述。该书在最近几十年来得到重新关注，并在1997年翻译成英文发表。

### 书目
- Tiitta, Allan. . Helsinki: Suomalaisen Kirjallisuuden Seura. 2011 （芬兰语）.

### 引用
1. ↑  Paasi, Anssi. . Suomalaisen Kirjallisuuden Seura. 2000-11-28  [2020-10-22]. （原始内容存档于2020-12-12） （芬兰语）.
2. ↑  Tiitta 2011, p. 385–386
3. ↑  Tiitta 2011, p. 173–177
4. ↑  Tiitta 2011, p. 338–339